# بن سيمونز
بن سيمونز (بالإنجليزية: Ben Simmons)‏ مواليد 20 يوليو 1996 في ملبورن، فيكتوريا، هو لاعب كرة سلة محترف أسترالي. يبلغ طوله 6 قدم 10 بوصة (2.1 م). لعب مع منتخب بلاده وفاز ببطولة أمم أوقيانوسيا لكرة السلة 2013.

## روابط خارجية
- بن سيمونز على موقع الاتحاد الدولي لكرة السلة (الإنجليزية)
- بن سيمونز على موقع إن بي أي (الإنجليزية)
- بن سيمونز على موقع سبورتس رفرنس (الإنجليزية)
- بن سيمونز على موقع كرة السلة الأوروبية.كوم (الإنجليزية)
- بن سيمونز على موقع DraftExpress.com (الإنجليزية)
- بن سيمونز على موقع إي إس بي إن.كوم (الإنجليزية)
- بن سيمونز على موقع كلية كرة السلة في سبورتس رفرنس.كوم (الإنجليزية)
- بن سيمونز على موقع ريلجم (الإنجليزية)
- بن سيمونز على موقع بروبوليرز (الإنجليزية)